# NGC 4534
NGC 4534 هي مجرة تتبع كوكبة السلوقيان. اكتشفها ويليام هيرشل في 1785.

## روابط خارجية
- NGC 4534 على موقع ويكي سكاي: DSS2, SDSS, GALEX, IRAS, Hydrogen α, X-Ray, Astrophoto, Sky Map, Articles and images